# Книга сокровищ герцогини Анны Баварской
Книга сокровищ герцогини Анны Баварской (нем. Kleinodienbuch der Herzogin Anna von Bayern, BSB-Hss Cod.icon. 429) — манускрипт, выполненный художником Гансом Милихом в 1555 году для герцога Альбрехта V Баварского и его супруги Анны Баварской.

## История рукописи
Манускрипт «Книга сокровищ герцогини Анны Баварской» был заказан в 1552 году герцогом Альбрехтом V Баварским, основателем современной Баварской государственной библиотеки. Исполнитель заказа — художник Ганс Милих. Он был хорошим знакомым, а затем и другом герцога Альбрехта V. Начиная с 1545 года он неоднократно выполнял его заказы (среди них — книжные миниатюры). В 1555 году (именно в этом году он завершил работу над этим заказом) он возглавил гильдию художников Мюнхена. Рукопись представляет собой перечень ювелирных изделий, принадлежащих герцогу и его жене герцогине Анне, дочери императора Фердинанда I. Также в описи представлены украшения, принадлежавшие герцогу Вильгельму IV (1493—1550) и его жене Марии Якобе Баденской (1507—1580).
Современный переплёт из коричневой кожи с двумя позолоченными латунными застежками и позолотой выполнен около 1625 года.
Книга содержит 108 полностраничных миниатюр, на которых представлена 71 драгоценность. Миниатюры, изображающие их принадлежат кисти придворного живописца Ганса Милиха. Один из самых известных рисунков показывает, как Альбрехт и Анна играют в шахматы. Альбрехт изображён на этой миниатюре с Орденом Золотого Руна.
Рукопись долгое время хранилась в частной библиотеке герцогов. Драгоценности, изображенные в описи, за это время были утрачены. Только в 1843 году книга была передана Баварской государственной библиотеке королём Баварии Людвигом I.

## Миниатюра на фронтисписе
Самой известной миниатюрой является «Герцог Альбрехт V и его жена Анна за игрой в шахматы» (нем. Herzog Albrecht V und Herzogin Anna von Bayern beim Schachspiel). Она невелика по размеру, шахматные фигуры на ней плохо различимы, в отдельных фрагментах миниатюры краска осыпалась. Видна только часть доски (три четверти позиции), остальную загораживает своей рукой герцог. Перед доской находятся уже снятые с доски фигуры, до одной из них ещё дотрагивается герцогиня. Хотя герцог держит фигуру, но по расстановке фигур на видимой части изображения, а главное — по принадлежности миниатюры к описи драгоценностей, именно герцогиня сделала последний ход, который принес ей победу (победа над мужем бесспорно может быть причислена к драгоценностям и быть запечатлена на почётном месте в книге), можно предположить, что держит он короля и собирается положить его на доску в знак признания поражения. Если внимательно приглядеться к фигуре, которую держит герцог, то можно заметить, что она наклонена. Легко угадывается и предыдущий ход белых: Сg4-е2Х (скорее всего: Сg4:е2Х, но какую фигуру побили белые на поле е2, определить невозможно). Большая группа придворных, присутствующая на картине, должна быть молчаливыми свидетелями победы супруги Альбрехта.
Можно предположить, что на миниатюре изображена реальная позиция из партии, сыгранной супругами. Она говорит о невысоком позиционном мышлении сыгравших её партнеров. Две собачки расположились рядом с шахматной доской на столе. Греческий искусствовед Николас Сфикас высказал предположение, что присутствие их на картине символизирует трогательное взаимное доверие и расположение супругов друг к другу (одна из них смотрит на герцогиню, а другая скромно потупила взор).
Миниатюра была запечатлена на почтовой марке Никарагуа в 1976 году.

## Галерея
- Ганс Милих. Автопортрет в рукописи сочинений Орландо ди Лассо. 1565
- Ганс Милих. Портрет молодого герцога Альбрехта V. Фрагмент картины
- Альбрехт, герцог Баварии, и его жена Анна за игрой в шахматы. 1555
- Jakob Seisenegger. Анна Баварская. Kunsthistorischen Museum Wien. 1540
- Herzog Albrecht V und Herzogin Anna von Bayern beim Schachspiel. Реконструкция шахматной позиции на миниатюре фронтисписа. Анимация .gif